# پیتر (بازیگر)
پیتر با نام اصلی شینوسوکه ایکهاتا (متولد ۸ اوت ۱۹۵۲ در ساکایی اوزاکا،) خواننده، رقصنده و هنرپیشه اهل ژاپن است.

## فیلم‌شناسی
- تشییع جنازه گل‌های رز (۱۹۶۹)
- زاتوئیچی (۱۹۷۰)
- Gokumon-tō (جزیره دروازهٔ زندان, ۱۹۷۷)
- Hi no Tori (1978)
- میوه‌های شوق (۱۹۸۱)
- آشوب (۱۹۸۵)
- Za Ginipiggu 6: Peter no Akuma no Joi-san (The Guinea Pig: Devil Woman Doctor Peter, 1990) (ویدئو: به نام پیتر فهرست شد)
- Drakengard (2003) (بازی رایانه ای: ایفا در دو نقش یک بار به نام پیتر و یک بار به نام شینوسوکه ایکِهاتا)
- Drakengard 2 (2005(بازی رایانه ای: ایفا در دو نقش یک بار به نام پیتر و یک بار به نام شینوسوکه ایکِهاتا)
- Death Note (2006) (رٔم)
- Nier (2010 (بازی رایانه ای: ایفا در یک نقش یک بار به نام پیتر و یک بار به نام شینوسوکه ایکِهاتا)
- Yakuza: Dead Souls (2011)
- Garo: Makai Senki (2012)
- Drakengard 3 (2013) (بازی رایانه ای: ایفا در یک نقش به نام پیتر)